# Виейра, Сержиу
Сержиу Мигел Гарсия Виейра (порт. Sérgio Miguel Garcia Vieira; род. 20 февраля 1976, Портиман) — португальский легкоатлет, специалист по спортивной ходьбе. Выступал за сборную Португалии по лёгкой атлетике в 1994—2016 годах, многократный победитель и призёр первенств национального значения, участник двух летних Олимпийских игр.

## Биография
Сержиу Виейра родился 20 февраля 1976 года в городе Портиман, Португалия.
Впервые заявил о себе на международном уровне в сезоне 1994 года, когда вошёл в состав португальской сборной и выступил на домашнем юниорском мировом первенстве в Лиссабоне, где в зачёте ходьбы на 10 000 метров занял 22-е место.
В 1997 году в дисциплине 20 км показал 26-й результат на Кубке мира по спортивной ходьбе в Подебрадах, установив при этом свой личный рекорд — 1:20:58, тогда как на молодёжном европейском первенстве в Турку сошёл с дистанции.
В 1999 году в той же дисциплине занял 41-е место на Кубке мира в Мезидон-Канон.
В 2006 году на Кубке мира в Ла-Корунье показал 45-й результат в 20-километровой дисциплине.
На чемпионате мира 2007 года в Осаке досрочно завершил выступление, сойдя с дистанции.
В 2008 году занял 18-е место на Кубке мира в Чебоксарах. Благодаря череде успешных выступлений удостоился права защищать честь страны на летних Олимпийских играх в Пекине — в программе ходьбы на 20 км показал время 1:29:51, расположившись в итоговом протоколе соревнований на 45-й строке.
В 2009 году на Кубке Европы в Меце сошёл, в то время как на чемпионате мира в Берлине показал на финише 27-й результат.
В 2010 году стал чемпионом Португалии в ходьбе на 10 000 метров и 20 км, занял 25-е место на Кубке мира в Чиуауа, закрыл двадцатку сильнейших на чемпионате Европы в Барселоне.
На Кубке Европы 2011 года в Ольяне сошёл с дистанции 20 км.
В 2012 году на Кубке мира в Саранске так же сошёл.
В 2013 году занял 29-е место на Кубке Европы в Дудинце и 40-е место на чемпионате мира в Москве.
На Кубке мира 2014 года в Тайцане был на финише 60-м. На чемпионате Европы в Цюрихе сошёл.
В 2015 году принял участие в Кубке Европы в Мурсии и в чемпионате мира в Пекине, в обоих случаях сошёл с дистанции.
В 2016 году участвовал в командном чемпионате мира по спортивной ходьбе в Риме, но не смог здесь финишировать. Выполнив олимпийский квалификационный норматив, благополучно прошёл отбор на Олимпийские игры в Рио-де-Жанейро — в дисциплине 20 км с результатом 1:27:39	занял 53-е место.
Его брат-близнец Жуан Виейра — тоже профессиональный ходок, участник пяти Олимпийских игр.